# Navianos de Valverde
Navianos de Valverde ist ein nordwestspanischer Ort und eine Gemeinde (municipio) mit 163 Einwohnern (Stand: 2024) im Süden der Provinz Zamora in der Autonomen Gemeinschaft Kastilien-León. 

## Lage und Klima
Navianos de Valverde liegt am westlichen Rand der Kastilischen Hochebene (Meseta Iberica) in einer Höhe von ca. 705 m. Die Provinzhauptstadt Zamora ist gut 48 Kilometer (Fahrtstrecke) in südsüdöstlicher Richtung entfernt. Im Nordosten bildet der Río Tera die Gemeindegrenze. Im Westen befindet sich der Flugplatz Aeródromo de Navianos de Valverde «El Raso».
Das gemäßigte Kontinentalklima wird nur selten vom Atlantik beeinflusst.

## Bevölkerungsentwicklung
| Jahr      | 1970 | 1981 | 1991 | 2001 | 2011 | 2021 |
| Einwohner | 342  | 320  | 292  | 262  | 210  | 176  |

## Sehenswürdigkeiten

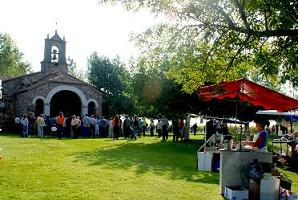
Kirche Mariä Himmelfahrt
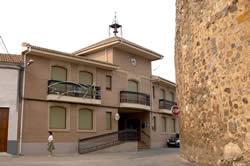
Marienkapelle

- Marienkapelle
- Rathaus